# 愛瀬りお
愛瀬 りお（あいせ りお、2007年1月26日 - ）は、日本のファッションモデル。女性アイドルグループ・erewhonの元メンバー。Nプロダクション所属。『TEENS』元専属モデル。旧活動名は高木 凜汐（たかぎ りお）。神奈川県出身。血液型はB型。
JCミスコン2019グランプリ。

## 経歴
小学生の頃より読者モデルとして活動しており、小学6年生の頃は『ニコ☆プチ』のスーパー読者モデルを務めていた。
2019年12月29日に開催されたJCミスコン2019のファイナル審査にて、グランプリを受賞。受賞当時は中学1年生であった。
2020年4月より、株式会社Loversに所属。5月5日、『TEENS』の専属モデルに加入することを発表。6月4日にはJC向け新メディア『JC TEENS』の初代専属モデルへの起用も発表。8月2日、オンラインにて開催された『TGC teen 2020 Summer online』に出演。
2021年4月より、株式会社LUVに所属。
2022年1月25日、株式会社LUVを退所。5月2日、『TEENS』を卒業。7月2日、Nプロダクションよりアイドルグループ・erewhonを結成し、愛瀬りお名義にてリーダーとして活動を開始、メンバーカラーはピンク。8月3日にはデビューミニアルバム『erewhon』をリリースした。
2023年1月、体調不良のためerewhonでの活動を休止、休養に入ったが、今後の活動継続が困難と申し入れ2月6日脱退。

## 人物
姉は同じ事務所に所属するアイドルグループ・ONE BY ONEのメンバー、桜良はな。
趣味は料理。
好きな女優は池田エライザ、橋本環奈。好きなモデルは紺野彩夏。

## 書籍

### 雑誌
- ニコ☆プチ（2018年、新潮社） - スーパー読者モデル。
- TEENS Magazine（2020年6月4日 - 2022年5月2日） - 専属モデル。
- Seventeen 6＆7月合併号（2020年4月30日、集英社）

## 出演

### イベント
- TGC teen 2020 Summer online（2020年8月2日、LINE LIVE）